# Tarsier Studios
Tarsier Studios est un studio suédois de développement de jeux vidéo situé à Malmö. Fondé en 2004 sous le nom Team Tarsier, l'équipe décide de le changer en Tarsier Studios quand leurs deux premiers projets impliquant Sony Computer Entertainment sortent en 2009. Le studio travaille en étroite collaboration avec d'autres studios pour SCEE sur divers projets internes (first party) à destination des consoles PlayStation.
En 2010, le studio signe un contrat d’édition avec SCEE pour un nouveau projet qui n'est toujours pas révélé.
Tarsier Studios compte environ 60 employées en ses rangs.
Le 20 décembre 2019, Embracer Group, maison-mère de THQ Nordic, annonce le rachat de Tarsier Studios. Toutefois, la licence Little Nightmares appartient toujours à Bandai Namco Entertainment.

## Jeux développés
| Jeux                                       | Date de sortie | Plates-formes                       |
| ------------------------------------------ | -------------- | ----------------------------------- |
| LittleBigPlanet (contenu téléchargeable)   | 2008           | PlayStation 3                       |
| Desert Diner                               | 2009           | Windows                             |
| Rag Doll Kung Fu: Fists of Plastic         | 2009           | PlayStation 3                       |
| LittleBigPlanet 2 (contenu téléchargeable) | 2011           | PlayStation 3                       |
| Little Big Planet                          | 2012           | PlayStation Vita                    |
| Little Big Planet 3                        | 2014           | PlayStation 3, PlayStation 4        |
| The City of Metronome                      | NC             | PlayStation 3                       |
| Little Nightmares                          | 2017           | PlayStation 4, Xbox One, Windows    |
| Statik                                     | 2017           | PlayStation VR                      |
| The Stretchers                             | 2019           | Nintendo Switch                     |
| Little Nightmares 2                        | 2021           | PlayStation 4, Xbox One, Windows    |
| REANIMAL                                   | 2025           | PlayStation 5, Xbox Series, Windows |